# Alice Bailey
Alice Ann Bailey, född Alice LaTrobe Bateman  den 16 juni 1880 i Manchester i England, död den 15 december 1949, känd som Alice A. Bailey och AAB, var en författare i genren teosofi och så kallad "Ageless Wisdom" (en genre som blandade esoteriska, andliga, kosmologiska, sociologiska, politiska och filosofiska teman). Hon flyttade till USA 1907, där hon därefter tillbringade merparten av sitt liv som lärare och författare. I sina 24 böcker, skrivna mellan 1919 och 1949, tar hon upp ett stort antal esoteriska teman, såsom hur andlighet relaterar till meditation, andlig psykologi, healing, kosmologi samt människans och samhällets problem generellt. Hon beskrev merparten av sina verk som tillkomna genom telepati. Hon menade att böckerna var dikterade till henne av en "Ascended master", ursprungligen kallad "the Tibetan" eller med initialerna "D.K.", senare namngiven Djwal Khul. Hennes följeslagare kallar hennes böcker för The Alice A. Bailey material eller AAB material.

## Biografi

### Uppväxt
Alice Bailey föddes i en rik aristokratisk brittisk familj. Hennes far, Frederic Foster La Trobe-Bateman, dog när hon var åtta år gammal. Hennes mor, född Alice Hollinshead, dog vid 29 års ålder då Alice var endast sex år gammal. Som medlem i Anglikanska kyrkan, fick hon en grundlig kristen utbildning.
I sin självbiografi berättade hon att hon som barn var olycklig och inte tyckte att livet var värt att leva. Hon gjorde på grund av detta tre självmordsförsök: det första vid fem års ålder, det andra vid 11 års ålder och det tredje vid en ospecificerad tid före 15 års ålder. Hon skrev att hon efter det tredje försöket förlorade intresset för idén, men att hon "alltid förstått impulsen".